# Danny Brown
Daniel Sewell (Detroit, Michigan, SAD, 16. ožujka 1981.), bolje poznat po svom umjetničkom imenu Danny Brown je američki reper i tekstopisac. Brown je poznat po svojoj individualnosti, te ga je MTV opisao kao jednog od najunikatnijih repera. Njegov drugi nezavisni album XXX koji je objavio 2011. godine zaradio je mnoge dobre kritike, kao i priznanje od časopisa Spin za najbolji hip hop album godine. Novine Metro Times su ga proglasile izvođačem godine.

## Biografija

### Raniji život i početci karijere (1981. – 2010.)
Danny Brown je rođen kao Daniel Sewell, 16. ožujka 1981. godine u Detroitu, Michiganu. Danny Brown je podrijetlom Afroamerikanac i Filipinac.

## Diskografija

### Nezavisni albumi
- The Hybrid (2010.)
- XXX (2011.)

### Zajednički albumi
- Hawaiian Snow (2010.)
- Black and Brown! (2011.)

### Miksani albumi
- Detroit State of Mind (2007.)
- Hot Soup (2008.)
- Detroit State of Mind 2 (2008.)
- Detroit State of Mind 3 (2009.)
- Detroit State of Mind 4 (2010.)
- Browntown (2010.)
- It's a Art (2010.)
- The Hybrid: Cutting Room Floor (2010.)

### Studijski albumi
- Old  (2013.)
- Atrocity Exhibition   (2016.)

## Vanjske poveznice

### Službene stranice
- Danny Brown na Twitteru
- Danny Brown na MySpaceu

### Profili
- Danny Brown na Allmusicu
- Danny Brown na Discogsu
- Danny Brown na Billboardu
- Danny Brown  Arhivirana inačica izvorne stranice od 18. srpnja 2012. (Wayback Machine) na MTV
- Danny Brown[neaktivna poveznica] na Yahoo! Musicu